# Grellingen
Grellingen is een gemeente en plaats in het Zwitserse kanton Basel-Landschaft, en maakt deel uit van het district Laufen.
Grellingen telt ca. 1850 inwoners (2016) en heeft een treinstation.
Bij Grellingen richting Meltingen ligt het natuurgebied Kaltbrunnental met rotspartijen, spelonken, bruggetjes en hier en daar kleine watervalletjes. Bij Chessiloch, langs de spoorbaan, bevindt zich een rotswand met geschilderde kantonnale wapens gemaakt door Zwitserse soldaten tijdens de Eerste Wereldoorlog. De hoogte van het Kaltbrunnental varieert van ca. 320 m tot 580 m.

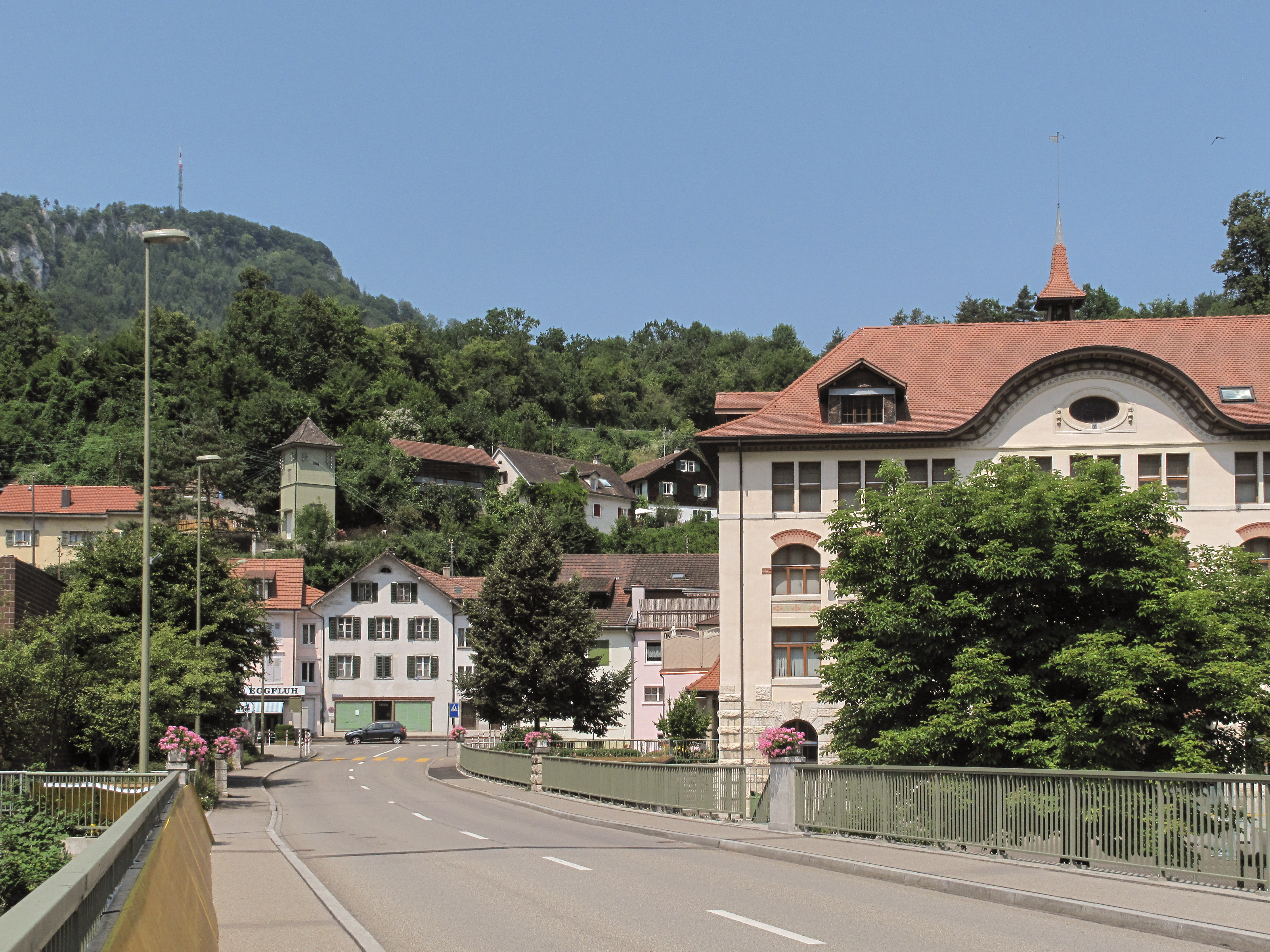
Straatzicht vanaf de brug over de Birs

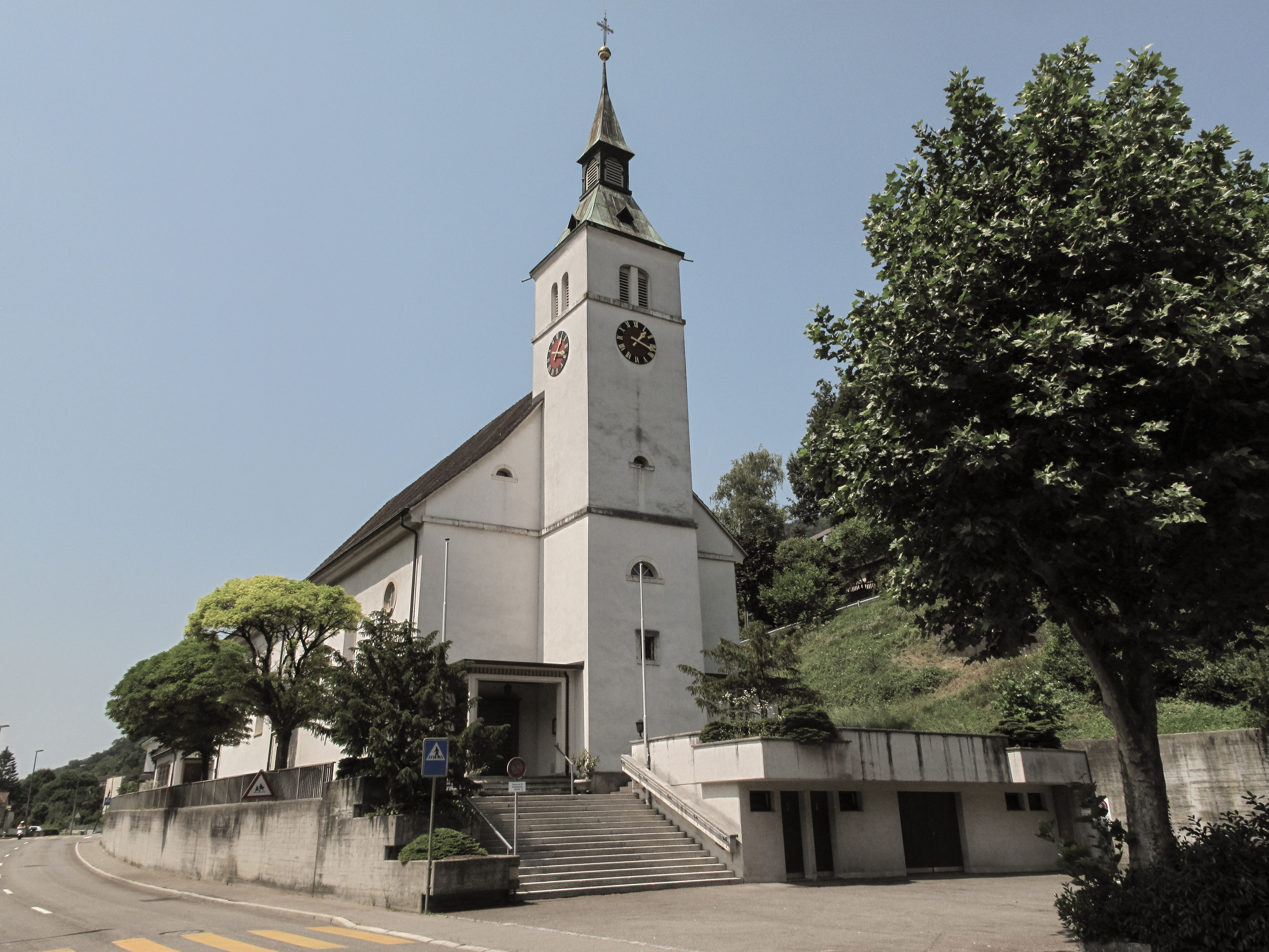
Kerk: die Sankt Laurentiuskirche